# 코바니 포위전
코바니 포위는 ISIL이 2014년 9월 13일 개시한 공세로 코바니 주와 그 주도를 점령하기 위해 벌인 전투였다. 이 지역은 로자바가 실질적으로 지배하고 있는 지역으로 터키와 국경을 접한 곳이기도 했다. 2014년 10월 2일, ISIL은 코바니 인근의 쿠르드 마을및 촌락 350개를 점령하는데 성공했다. 30만 명의 쿠르드 족은 이후 피난을 갔고, 대부분은 시리아-터키 국경을 넘어 터키의 샨리우르파 주로 도주했다. 2015년 1월, 이러한 수치는 40만 명으로 올라갔다. 유프라테스 화산이 지원하는 쿠르드 족의 인민수호부대와 자유 시리아군 일부가 강화 병력으로 작전회의실에 참가했고, 쿠르드 자치구의 페쉬메르가가 코바니 주로 파견되었으며 미국과 그 연합군이 코바니 탈환이 시작되자 공습을 개시했다.
2015년 1월 26일, 미국 주도 공습 하에 YPG가 도시를 탈환하기 시작했고, ISIL을 꾸준히 철수시켰다. 1월 27일, 코바니가 완전히 탈환되었지만 코바니 주 대부분이 ISIL의 지배에 있었다. 쿠르드 족 무장단체는 아랍 무장단체와 연합해 코바니 교외 지역으로 빠르게 진격했다. 2월 2일 ISIL은 코바니로부터 25 km 떨어진 지점까지 철수했다. 2015년 4월, ISIL은 코바니 주에서 획득한 영토 대부분을 잃었지만 라카 주 북서쪽의 마을 몇 개를 여전히 통제하고 있었다. 그럼에도 불구하고, 코바니 포위전은 ISIL과의 전쟁에서 전환점을 마련했다고 여겨진다.

## 같이 보기
- 모술 전투 (2016년)
- 알바브 전투 (2016년)